# Walmart

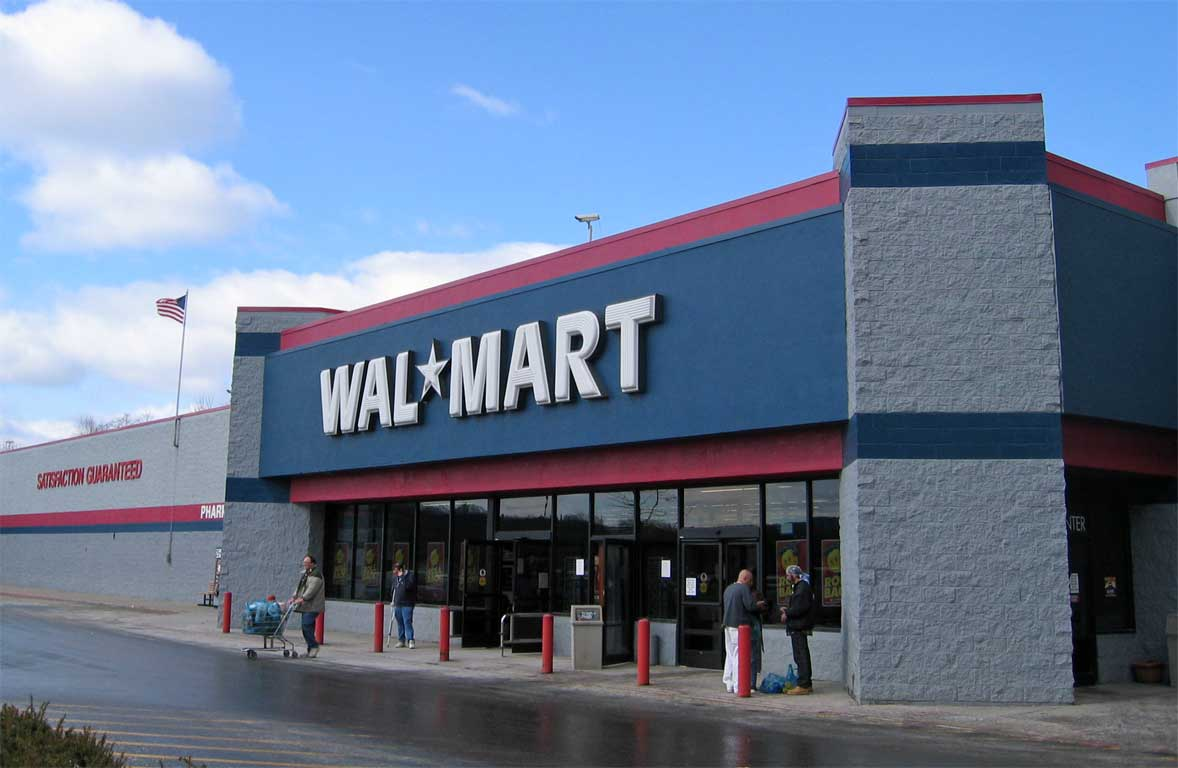
Typický americký Wal-Mart

Walmart je americká značka prodejen obchodní společnosti Wal-Mart Stores, Inc., provozující řetězec velkých diskontních obchodních domů. Založena byla v roce 1962 Samem Waltonem, akciovou společností se stala v roce 1969 a v roce 1972 bylo zahájeno obchodování s jejími akciemi na newyorské burze. Její claim je Save money, live better (Ušetřete peníze, žijte lépe).

## Obchodní domy, které Wal-Mart Stores, Inc. provozuje

Mapa světového rozšíření - bývalé lokace červeně

Mimo Spojených států firma provozuje obchody v 15 zemích. Nejvýznamnějšími jsou:
- WalMart (USA)
- WalMart (Kanada)
- Walmart, Bompreço, Sonae (Brazílie)
- Walmex (Mexiko)
- ASDA (Spojené království)
- Seiyu (Japonsko)

V roce 2011 Walmart převzal firmu Massma, síť obchodních domů v Jihoafrické republice. Firma má rozvinutou síť online prodeje.

## WalMart v číslech
- Wal-Mart Stores, Inc. je největší nadnárodní korporace na světě dle obratu a objemu zobchodovaného zboží:[11]
  - 443,854 miliard $ podle čistého objemu prodeje (2012)
  - 26,558 miliard $ operační příjem (2012)
  - 15,766 miliard $ coby příjem z ostatních aktivit nesouvisejících s prodejem, ale připisovaných Wal-Martu (2012)
  - 193,406 miliard $ celkový kapitál
- Wal-Mart měl za rok 2012 celkem 10 130 prodejen – 3868 prodejen v USA, 5651 ve světě a 611 objektů Sam's club.
- Pouze v USA 3 800 prodejen, do kterých týdně zavítá přes 100 milionů Američanů (cca každý třetí).
- Wal-Mart má 6000 celosvětových dodavatelů a 2,1 milionu zaměstnanců (asi jako 50 nejméně lidnatých zemí dohromady).[12]
- Wal-Mart a jeho circa 100miliardový kapitál[13] ovládá šest dědiců z rodiny Waltonových, část z nich figuruje v desítce nejbohatších lidí planety. Dohromady vlastní tolik majetku, co spodních 41,5 % obyvatel USA.[14]
- Zaměstnanci Wal-Martu v USA dostávají průměrně 8,81 $/hod resp. 15 500 $ ročně, což je jedno z nejhorších platových ohodnocení v zemi.[15] Mnoho z nich patří mezi tzv. pracující chudobu, způsobilí brát sociální dávky. Celková výše těchto dávek se v USA odhaduje na miliardu dolarů ročně.[16] V roce 2016 měl Walmart v USA 1,4 milionu zaměstnanců, kterým platil minimální mzdu a podle periodika The Nation jsou nízké platy ve Walmartu hlavním důvodem, proč jsou tito lidé závislí na potravinových lístcích.

## Zásluhy
- Walmart jako první společnost na světě přešla do modelu pull production.
- Walmart je jedna z korporací stojící za projektem výroby RFID čipů místo cenovek, s perspektivou vyrábět tak malé a levné (pasivní) RFID čipy, aby bylo možné je umístit na každý kus zboží, které tato společnost prodává.
- V roce 2007 prošly všechny prodejny Walmartu „ekologickou restrukturalizací“ s cílem podstatně snížit spotřebu energie a potažmo i emise CO2.[17]

## Kritika
Walmart bývá kritizován za:
- to, že vlivem silné konkurence v konečném důsledku znamená krach menších obchodů v komunitě okolo nově postavených hypermarketů,
- potlačování odborů (často končící propouštěním, někdy až na hranici zákona),
- přidělování nepřiměřeně vysokého objemu práce pracovníkům nejníže v korporátní hierarchii, které de facto vyúsťuje v jejich neplacené přesčasy,
- politiku platového ohodnocování (nejnižší americké platy u této společnosti se pohybují kolem 13 tisíc dolarů ročně oproti státního průměru 36 tisíc dolarů),
- licoměrný přístup ke zvýšení bezpečnosti na parkovištích před jejími hypermarkety (přestože poměr kriminality na parkovištích a uvnitř prodejen je 8:2)
- obtížné a subjektivně hodnocené postupování jednotlivých pracovníků v kariéře v této korporaci,
- drsné podmínky pro dodavatele (např. různé poplatky za nadměrný nebo naopak podprůměrný odbyt zboží, „regálovné“, atp.)
- zneužívání levné pracovní síly a import zboží dětských dělníků

### De Blasiova zpráva
Veřejný advokát (funkce podobná ombudsmanovi) města New York, Bill de Blasio, v roce 2011 zveřejnil podrobnou zprávu vlivu Walmartu v USA na své okolí i na americkou ekonomiku jako celek. Ze zprávy mimo jiné vyplývá následující:
- otevření pobočky Walmartu na každá 2 pracovní místa, která vytvoří, 3 pracovní místa zničí
- na rozdíl od lokálních obchůdků, které nechávají peníze více cirkulovat v dané oblasti, Walmart (stejně jako obdobné velké obchodní řetězce) získané peníze odčerpávají do svých ústředí – z každého sta dolarů zůstane v komunitě 68 dolarů, pokud jsou utraceny v lokálních obchodech, oproti pouze 43 dolarům utraceným ve Walmartu.
- byl potvrzen již v té době empiricky známý fakt, že otevření každé nové pobočky Walmartu znamená zkrachování velkého procenta místních tradičních obchůdků i jiných podniků v jeho okolí
- průměrný plat zaměstnance Walmartu je 20 774 dolarů ročně, což je (pro průměrnou čtyřčlennou rodinu) pod hranicí chudoby. Podle prohlášení Walmartu z roku 2004 výše těchto platů nejsou „zahrnuti“ lidé snažící se (finančně) podporovat své rodiny, takže kritika na Walmartu padá i za rozvracení tradičního způsobu zaopatření rodiny.